# يهودا غلانتز
يهودا غلانتز (بالعبرية: יהודה גלאנץ‏) (بالإسبانية: Yehuda Glantz)‏ هو كاتب أغاني ومغني وملحن إسرائيلي وأرجنتيني، ولد في 19 مارس 1958 في بوينس آيرس في الأرجنتين.

## وصلات خارجية
- الموقع الرسمي